# HMS Grenville (H03)
Pour les autres navires du même nom, voir HMS Grenville.
Le HMS Grenville (H03) est le leader de flottille des destroyers de la classe G construit pour la Royal Navy à la fin des années 1930.
Il a passé la majeure partie de la période d'avant-guerre au sein de la Mediterranean Fleet (flotte méditerranéenne). Le navire a été transféré dans les îles britanniques pour escorter les navires dans les eaux locales peu après le début de la Seconde Guerre mondiale. En janvier 1940, le Grenville a heurté une mine à l'extérieur de l'estuaire de la Tamise et a coulé avec la perte de 77 membres de son équipage.

## Description
Le Grenville déplaçait 1 455 tonnes longues (1 478 tonnes (t)) à charge normale et 2 053 tonnes longues (2 086 t) à charge profonde. Le navire avait une longueur hors-tout de 100,6 m, une largeur de 10,5 m et un tirant d'eau de 3,9 m. Il était propulsé par deux turbines à vapeur à engrenages Parsons, entraînant deux arbres, qui développaient un total de 38 000 chevaux-vapeur (28 000 kW) et donnaient une vitesse maximale de 36 nœuds (67 km/h). La vapeur pour les turbines était fournie par trois chaudières à tubes d'eau Yarrow  et à combustion latérale. Le Grenville transportait un maximum de 470 tonnes longues (480 t) de mazout qui lui donnait une autonomie de 5 530 milles nautiques (10 240 km) à une vitesse de 15 nœuds (28 km/h). L'effectif du navire était de 175 officiers et hommes.
Le navire était équipé de cinq canons Mark IX de calibre 45 de 4,7 pouces (120 mm) montés sur des supports simples. Pour la défense antiaérienne (AA), le Grenville avait deux supports quadruples Mark I pour la mitrailleuse Vickers Mark III de 0,5 pouce (12,7 mm). Il était équipé de deux tubes lance-torpilles quadruples au-dessus de l'eau pour des torpilles de 21 pouces (533 mm). Un rail pour les grenades sous-marines et deux lanceurs étaient installés ; 20 grenades sous-marines étaient initialement transportées, mais ce nombre a été porté à 35 peu après le début de la guerre.

## Historique
Commandé en 1934, le navire a été mis en chantier par la Yarrow Shipbuilding Company à Scotstoun à Glasgow le 29 septembre 1934, lancé le 15 août 1935 et achevé le 1er juillet 1936. À l'exception des équipements fournis par le gouvernement, comme l'armement, le navire a coûté 275 412 £. À l'exception d'une brève période pendant laquelle il a été affecté à la 20e flottille de destroyers après sa mise en service, le Grenville a passé la période d'avant-guerre comme navire amiral de la 1re flottille de destroyers de la Mediterranean Fleet (flotte méditerranéenne). Il a été déployé pendant dix mois au large des côtes espagnoles en Méditerranée occidentale pendant la guerre civile espagnole avant de revenir à Portsmouth pour une brève révision entre le 24 mai et le 9 juin 1937. Le navire retourne en Méditerranée jusqu'à ce qu'il subisse un carénage plus complet à Portsmouth entre le 7 juin et le 25 juillet 1938.
Lorsque la guerre éclate en septembre 1939, le Grenville est déployé en Méditerranée. Le 22 octobre, le Grenville et ses navires-jumeaux (sister ship) Griffin, Grenade et Gipsy sont transférés au Western Approaches Command et arrivent à Plymouth le 2 novembre. Le Grenville et le Grenade entrent en collision dans la nuit du 7 au 8 novembre et la chaufferie n°3 du Grenville est inondée. Il a été réparé à l'arsenal maritime de Devonport jusqu'au 1er décembre. Pendant que le navire était en réparation, sa flottille avait été transférée au Nore Command à Harwich pour des patrouilles locales et des escortes. Le Grenville les a rejoints le 3 décembre et a participé à plusieurs tentatives d'interception du trafic maritime ennemi au large des côtes néerlandaises et allemandes de la mer du Nord. Alors qu'il revenait d'une de ces missions le 19 janvier, le Grenville a heurté une mine à 37 km à l'est du bateau-phare de Kentish Knock aux coordonnées géographiques de 51° 39′ N, 2° 17′ E. Soixante-dix-sept membres de l'équipage ont été tués lors du naufrage du navire.